# Bảo tàng Stefan Żeromski ở Nałęczów
Bảo tàng Stefan Żeromski ở Nałęczów (tiếng Ba Lan: Muzeum Stefana Żeromskiego w Nałęczowie) là một bảo tàng tiểu sử và văn học về cuộc đời và tác phẩm của nhà văn, nhà báo và nhà viết kịch người Ba Lan Stefan Żeromski, tọa lạc tại số 8 phố S. Żeromski, Nałęczów, Ba Lan. Bảo tàng này là một chi nhánh của Bảo tàng Lublin ở Nałęczów. Maria Mironowicz-Panek hiện đang đảm nhiệm chức vụ giám đốc bảo tàng.

## Lịch sử
Bảo tàng Stefan Żeromski ở Nałęczów chính thức mở cửa cho công chúng vào ngày 17 tháng 6 năm 1928. Bảo tàng bố trí triển lãm bên trong xưởng làm việc cũ của Stefan Żeromski. Ngôi nhà này được xây dựng vào năm 1905, dựa trên bản thiết kế của kiến trúc sư Jan Koszczyc-Witkiewicz. Ngôi nhà có một phòng theo phong cách Zakopane, được xây trên một nền đá cao và có kết cấu bằng gỗ, hiên và mái nhà được lợp bằng ván lợp. Ngôi nhà này được xây dựng bằng tiền nhuận bút của cuốn tiểu thuyết Tàn tro và được sử dụng làm ngôi nhà mùa hè của nhà văn. Trong ngôi nhà này, Stefan Żeromski đã viết các cuốn tiểu thuyết Câu chuyện về một tội lỗi, Niềm tự hào của Hetman, và một số tác phẩm khác.